# Patrick Amrhein
Patrick Rigobert Amrhein (* 20. Oktober 1989 in Aschaffenburg) ist ein deutscher Fußballspieler und -Trainer.

## Karriere
Patrick Amrhein begann seine Karriere in seiner Heimatstadt Aschaffenburg bei der SG Strietwald, bevor er zu Viktoria Aschaffenburg wechselte. Seit 2005 spielte er bei den A-Junioren des FC Carl Zeiss Jena. Der 1,87 m große Mittelfeldspieler wurde in der Winterpause 2007/08 vom neuen Trainer Henning Bürger von den A-Junioren des FC Carl Zeiss Jena in den Kader der ersten Mannschaft berufen. Sein Debüt in der 1. Mannschaft gab er bereits im ersten Pflichtspiel der Rückrunde im Januar 2008 im Achtelfinalspiel um den DFB-Pokal gegen Arminia Bielefeld, als er auf der rechten Außenbahn in der Startformation stand.
Im Sommer 2010 wechselte Amrhein zum Drittligisten Eintracht Braunschweig. In Braunschweig kam der Mittelfeldspieler aber nur unregelmäßig zum Einsatz. Mit Mirko Boland, Damir Vrančić, Benjamin Fuchs und Marc Pfitzner war die Konkurrenz zu groß für Amrhein. Insgesamt kam er zu elf Ligaeinsätzen für die erste Mannschaft, ohne jedoch auch nur eine Partie über die volle Spielzeit absolviert zu haben. Zudem bestritt er zwölf Begegnungen für die Braunschweig-Reserve.
Nach nur einem Jahr löste Braunschweig den Vertrag mit Arnheim im Sommer 2011 auf. Kurz darauf wurde bekannt, dass der Mittelfeldakteur zur SpVgg Unterhaching wechseln wird. Unterhaching trennte sich jedoch auch schon ein halbes Jahr später wieder von Amrhein und er wechselte zum Regionalligisten FC Bayern Alzenau.
Nach einem halben Jahr im Dress des FC Bayern Alzenau wechselte Amrhein zum Lokalrivalen Viktoria Aschaffenburg. Dort kam er in der neugegründeten Regionalliga Bayern 21-mal zum Einsatz und schoss dabei 2 Tore.
Nach einem Jahr wechselte er als Spielertrainer zu Bavaria Wiesen und spielte anschließend für den SV Großwallstadt, mit dem er in die Kreisliga aufstieg. Seit 25. Juli 2019 ist er Spieler-Trainer von TuS Frammersbach.

## Trivia
Im August 2008 kam Amrhein in die Schlagzeilen, als bekannt wurde, dass er Spieltrikots, die er nach Spielen im Tausch von anderen Akteuren erhielt, beim Internetauktionshaus ebay anbot und verkaufte.